# Sermowaius
Sermowaius is een geslacht van hooiwagens uit de familie Assamiidae.
De wetenschappelijke naam Sermowaius is voor het eerst geldig gepubliceerd door Roewer in 1923. 

## Soorten
Sermowaius is monotypisch en omvat slechts de volgende soort:
- Sermowaius neoguinensis